# Toqtamish
Toqtamish o Tokhtamish (mediados del siglo XIV-1406), guerrero mongol del linaje de Gengis Kan por vía de Jochi. Como kan unificó la Horda Azul (Kanato Kipchak) y la Horda Blanca (subdivisiones de la horda de oro), entre 1380 y 1395 y libró duras batallas contra los príncipes moscovitas y contra Temür (Tamerlán).

## Biografía
En 1376, Toqtamish había acudido a Temür para solicitar su ayuda para arrebatar el trono de la Horda Blanca al entonces kan, Urus. Temür le concedió algunos feudos en la zona fronteriza con la Horda Blanca. De allí será desalojado dos veces por Urus, y en ambas ocasiones Temür acudirá en su auxilio y lo repondrá. Fallecido Urus en 1377, lo suceden sus hijos Toqta-kiya y, poco tiempo, Timur-malik. Este último volverá a derrotar a Toqtamish, y una vez más Tamerlán lo socorrerá y le proporcionará tropas de refuerzo que le permitirán vencer a su enemigo en la batalla decisiva en Kata-tal, y hacerse  con el trono de la horda a comienzos de 1378.
La Horda de Oro, o Kanato Kipchak, era el imperio mongol del sur del Principado de Moscú y tenía como tributarios a los príncipes moscovitas. Su kan, Mamái, había muerto poco tiempo después de la batalla de Kulikovo. Según otras fuentes, fue derrotado por Toqtamish en una batalla en el Kalka, cerca del mar de Azov. Sea como fuere, en 1380 Toqtamish había logrado unificar el trono de las dos hordas, que en conjunto constituían casi todo el antiguo dominio de Jochi. Desde su capital en Sarái, en el bajo Volga, señoreaba un gran territorio que se extendía desde el bajo Sir Daria (Yaxartes) hasta el Dniéster, y desde Otrar hasta las puertas de Kiev.
En 1382. Toqtamish condujo una exitosa expedición contra Moscovia, en venganza por la derrota de Kulikovo. Incendió Moscú en agosto de 1382, y saqueó Vladímir, Yúriyev-Polski, Mozhaisk y otras ciudades moscovitas; derrotó a los lituanos, que habían tratado de intervenir, cerca de Poltava (en la moderna Ucrania); la victoria mantuvo al Principado de Moscú sometido cien años más a la autoridad mongol. En 1385 atacó Azerbaiyán; conquistó y saqueó Tabriz, antes de retirarse con el botín obtenido.
Entre 1389 y 1391, libró una guerra contra Temür, en la que resultó vencido. Recuperó su posición en 1393, y luego de reforzarse intentó una nueva ofensiva contra la provincia de Shirván, territorio temúrida, en la primavera de 1395. La renovada agresión decidió a Tamerlán a emprender una nueva expedición contra Toqtamish. Después de la batalla del río Térek (15 de abril de 1395), perdió el trono de la Horda. Recobró el cargo de kan kipchak después del regreso de Temür a Persia, guerreó contra las colonias genovesas de Crimea entre septiembre de 1396 y octubre de 1397. En 1398 varios rivales le disputaron la hegemonía. El más poderoso de ellos, Temür Qutlugh, hijo de Timur-malik, lo venció y ascendió al trono kipchak. Toqtamish se refugió en la corte de Vitautas, gran duque de Lituania, quien le dio su apoyo. Pero el gran duque fue derrotado por Temür Qutlügh en la batalla del río Vorskla, un tributario del Dniéper, el 13 de agosto de 1399. 
A partir de entonces, Toqtamish vivió la vida de un aventurero. Intentó reconciliarse con Tamerlán, a quien envió una embajada en enero de 1405. Sea por respeto a su linaje, o por verdadera amistad, Temür siempre había sido generoso y paciente con Toqtamish; se cree que ofreció ayudarle a recuperar su trono una vez más, pero la muerte del gran conquistador turco al mes siguiente lo impidió.
Según las crónicas rusas, Toqtamish fue muerto por tropas de Shadi-beg (hermano y sucesor de Timur Qutlugh) en Tiumén, Siberia, adonde había huido, en 1406.